# 작은앙골라견장과일박쥐
작은앙골라견장과일박쥐(Epomophorus grandis)는 큰박쥐과에 속하는 박쥐의 일종이다. 앙골라와 콩고민주공화국에서 발견된다. 자연 서식지는 아열대 또는 열대 기후의 건조림과 아열대 또는 열대 기후의 습윤 저지대 숲, 건조 사바나, 습윤 사바나 지역이다. 서식지 감소로 멸종 위협을 받고 있다.